# 山下政良
山下 政良（やました まさよし、1949年（昭和24年）3月19日 - ）は、日本の政治家。愛知県田原市長（3期）。

## 来歴
愛知県田原市田原町出身。1967年（昭和42年）3月、愛知県立成章高等学校卒業。同年4月、旧田原町役場（現田原市）に入庁。田原市環境部長、田原市教育部長。2009年（平成21年）3月、同職を退任。2013年（平成25年）10月から2014年（平成26年）5月までNPO法人たはら国際交流協会の理事長を務める。
2015年（平成27年）4月26日の田原市長選挙に無所属で出馬。前職の鈴木克幸市長が後継指名した元市議の北野谷一樹、農業生産法人代表の岡本重明らを相手に接戦を制し、初当選した。投票率は62.37%だった。
※当日有権者数：51,061人 最終投票率：62.37%（前回比：＋0.37pts）
| 候補者名   | 年齢 | 所属党派 | 新旧別 | 得票数   | 得票率 | 推薦・支持 |
| ---------- | ---- | -------- | ------ | -------- | ------ | ---------- |
| 山下政良   | 66   | 無所属   | 新     | 13,943票 | 44.5%  |            |
| 北野谷一樹 | 53   | 無所属   | 新     | 12,557票 | 40.1%  |            |
| 岡本重明   | 54   | 無所属   | 新     | 4,839票  | 15.4%  |            |

2019年（平成31年）、無投票により再選。
2023年（令和5年）、無所属の新人との一騎打ちを制し、3選を果たした。

## 市政
- 2020年（令和2年）5月7日、新型コロナウイルス対策の財源に充てるため、自身と副市長、教育長の6月から2021年（令和3年）3月までの月額給与と期末手当を一律10％減額する条例案を市議会臨時会に提出。また、議員提案で市議18人の議員報酬と期末手当を減額する条例案も提出され、両議案とも可決された[7]。
- 2022年（令和4年）4月1日、性的少数者（LGBTなど）のカップルが婚姻に相当する関係にあると認める「パートナーシップ宣誓制度」を導入した[8]。